# Lewis Tewanima
Lewis Tewanima (Songoopavi, 1888 – Second Mesa, 18 gennaio 1969) è stato un mezzofondista statunitense, specializzato nei 10000 metri piani.
Era di origine Hopi.

## Palmarès
- Argento a Stoccolma 1912 nei 10000 metri piani.